# 普拉邦雷波 (阿列日省)
普拉邦雷波（法語：Prat-Bonrepaux）是法国阿列日省的一个市镇，属于圣吉龙区（Saint-Girons）圣利齐耶县（Saint-Lizier）。该市镇2009年时的人口为917人。

## 人口
普拉邦雷波人口变化图示
| 数据来源：INSEE |